# Pavle
Pavle (in serbo: Pavle (Павле), nato Gojko Stojčević (Гојко Стојчевић), italianizzato talvolta in Paolo; Kućanci, 11 settembre 1914 – Belgrado, 15 novembre 2009) è stato un monaco cristiano e arcivescovo ortodosso serbo; dal 1990 fino alla sua morte fu il patriarca della Chiesa ortodossa serba.
Possedeva i titoli di arcivescovo di Peć, metropolita di Belgrado e Karlovci e patriarca serbo. In precedenza era stato vescovo di Raška e Prizren.

## Biografia

### Sacerdozio ed episcopato
Nato nel villaggio di Kućanci, nella contea di Donji Miholjac, allora appartenente all'Impero Austro-ungarico, oggi alla Croazia, si diplomò a Belgrado. Entrò nel seminario di Sarajevo: nel 1948 ricevette la tonsura e nel 1954 fu ordinato ieromonaco.
Si laureò alla scuola di teologia di Belgrado e proseguì gli studi presso la facoltà di teologia ortodossa all'Università di Atene tra il 1955 e il 1957: in particolare si specializzò in ambito liturgico e nell'esegesi del Nuovo Testamento. Nel 1957 fu elevato alla carica di archimandrita e nominato dal sinodo dei vescovi della Serbia vescovo di Raška-Prizren nel Kosovo.
Come vescovo si impegnò nella ricostruzione di edifici di culto parzialmente distrutti o bisognosi di restauri, tra cui l'antico seminario dei Santi Cirillo e Metodio a Prizren, e dell'edificazione di nuove chiese.
Durante il suo episcopato ha più volte denunciato le condizioni della popolazione serba del Kosovo: gli attacchi contro i monasteri e i cimiteri cristiani, le aggressioni verso i religiosi e l'esodo forzato oltre i confini kosovari. Nel 1989 fu egli stesso vittima di un'aggressione che lo costrinse in ospedale per tre mesi.

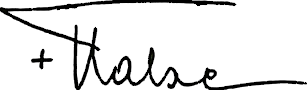
Firma

Si adoperò per migliorare le condizioni di vita misere di gran parte della popolazione della sua diocesi: come atto simbolico, dichiarò di rinunciare a possedere un'automobile come tutti gli altri vescovi, finché ogni cittadino kosovaro, sia serbo che albanese non ne avesse posseduta una.

### Patriarcato

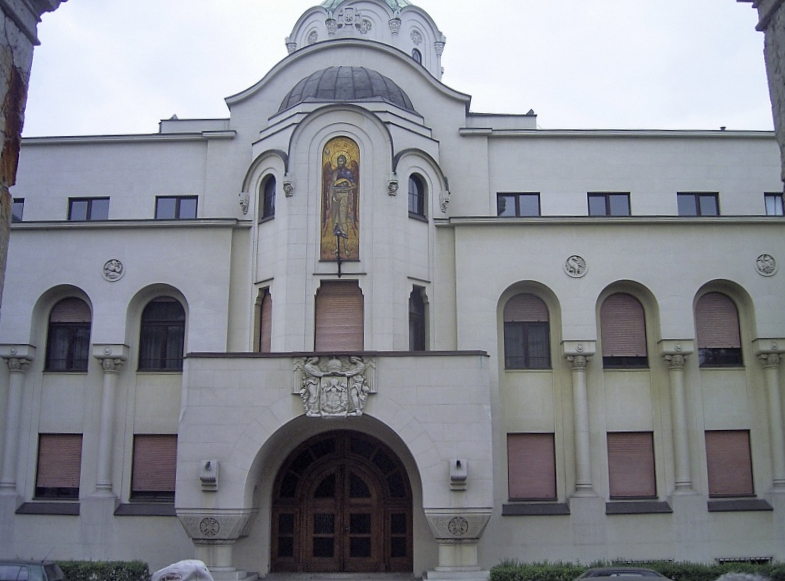
Sede del Patriarcato a Belgrado

Il 1º dicembre 1990, il sinodo dei vescovi della Chiesa ortodossa serba lo elesse patriarca col titolo di arcivescovo di Peć, Metropolita di Belgrado e Karlovac, dopo aver dichiarato inabile il suo predecessore, l'anzianissimo patriarca German.
Il suo ministero iniziò durante il periodo cruciale della disgregazione della Repubblica Socialista Federale di Jugoslavia: Pavle, pur facendo restare la chiesa serba lontana dalle lotte politiche, rivolse diversi messaggi al popolo e alle autorità affinché i conflitti si risolvessero in modo pacifico, perché il processo democratico fosse riconosciuto e perché si creasse in Serbia uno Stato democratico.
Terminate le guerre tra il governo centrale di Belgrado e le repubbliche separatiste di Slovenia, Croazia, Bosnia ed Erzegovina e Macedonia resesi via via indipendenti, la Repubblica Federale di Jugoslavia fu investita dal conflitto etnico nel Kosovo. Pavle che già da vescovo aveva denunciato la precaria situazione delle popolazioni cristiane in Kosovo decise di impegnarsi in prima persona per salvaguardare gli ultimi serbi rimasti a vivere nella provincia separatista. Nel 1999 spostò il patriarcato di Serbia da Belgrado in cui era stato trasferito negli anni trenta del XX secolo all'antica sede Peć per essere vicino ai pochi fedeli ortodossi rimasti a sopravvivere, dopo gli ultimi esodi, in una regione a stragrande maggioranza etnica albanese.
Il 24 settembre 2000, nella Repubblica Federale di Jugoslavia si tennero le elezioni presidenziali. Il capo di Stato uscente Slobodan Milošević non volle riconoscere la vittoria del suo avversario Vojislav Koštunica: il patriarca Pavle prese posizione riconoscendo a nome della chiesa ortodossa Koštunica come presidente eletto. Anche a seguito di questo pronunciamento, Milošević decise di cedere il potere.
Il 27 aprile 2007, a seguito di un ricovero del patriarca in ospedale, il Sinodo ha dichiarato il metropolita di Zagabria guardiano del trono di San Sava facente funzioni patriarcali. Il 14 maggio Pavle è tornato a svolgere pienamente le proprie funzioni, ma il 13 novembre 2007 è stato nuovamente ricoverato: il 20 novembre il sinodo ha nominato il metropolita del Montenegro Amfilohije Radović nuovo guardiano del trono, senza sostituire, comunque, ufficialmente Pavle alla guida della Chiesa ortodossa serba.
Morì il 15 novembre 2009, all'età di 95 anni, nell'ospedale dove era ricoverato da ormai due anni per problemi di salute legati all'età.

## Scritti
Dal 1972 al 1992 il patriarca Pavle ha pubblicato numerosi articoli accademici sulla Rivista del patriarcato serbo (Гласник Српске Патријаршије, Glasnik Srpske Patrijaršije), che hanno attirato l'attenzione di numerosi studiosi di discipline liturgiche, di storia medievale, bizantinistica, linguistica, filologia e storia dell'arte.
Nel 1984, sotto la sua direzione, è stata pubblicata la prima edizione del Nuovo Testamento in lingua serba corrente, stampata con l'approvazione del Patriarcato.
Come Presidente del Comitato Editoriale ha contribuito all'edizione di diverse monografie sui monumenti del Kosovo.